# 沖縄弁護士会
沖縄弁護士会（おきなわべんごしかい）は全国で52会存在する弁護士会（単位会）のうちの一つで那覇地方裁判所管内（沖縄県内）の弁護士、弁護士法人を会員とする。略称は「沖弁」（おきべん）。「沖縄県弁護士会」は誤り。
沖縄復帰の前日（1972年5月14日）に沖縄の法令によれば弁護士であった者について特例で沖縄についてのみ弁護士として活動できる沖縄弁護士が沖縄弁護士会において沖縄特別会員とされているが、選挙権・議決権はない。沖縄返還後、布令弁護士が特例で日本の法曹資格を取得したことや沖縄弁護士の存在もあって、他の弁護士会と比較しても県人口あたりの所属弁護士の数は多かった時期があった。

## 沿革
- 1952年 : 琉球法曹会を設立する。
- 前身の琉球弁護士会を設立する。
- 1968年 : 沖縄弁護士会を設立する。
- 1972年 : 沖縄の本土復帰に伴い、日本弁護士連合会の会員弁護士会となる。